# Mars 1900

## Événements

### 1ermars 1900
- France, littérature : la cour d'appel de Paris confirme la validité du testament d'Edmond de Goncourt qui chargeait ses deux légataires universels, Alphonse Daudet et Léon Hennique, de constituer une académie, fondée à perpétuité avec les ressources de la succession. Les héritiers familiaux, qui avaient intenté un procès, avaient été déboutés en août 1897.

### 2 mars 1900
- Chine, politique : les représentants britanniques, américains, français, allemands et italiens, à Pékin, demandent au gouvernement chinois la dissolution de la Société du Grand Couteau et de la milice de la Justice et de l'Harmonie, à l'origine de la révolte des Boxers.
- France, politique : Charles Maurras publie un article intitulé le Nationalisme intégral paru dans la Gazette de France.

### 3 mars 1900
- Afrique du Sud et Grande-Bretagne, politique : l'Allemagne rejette la proposition russe faite au mois de février 1900.

### 4 mars 1900
- France, Cross-country : la douzième édition du Championnat de France de cross-country amateurs est remporté par Chapoudry, les 16,2 km en 1 heure 2 min 4 s 4/5. Par équipes, septième victoire du Racing club de France.

### 5 mars 1900
- Le Président McKinley propose au Sénat américain un traité sur le canal de Panama qui serait construit sous la direction des États-Unis, mais qui serait neutralisé sur la base de l'accord du canal de Suez et sans fortifications. Vive opposition des Sénateurs qui réclament l'abrogation du traité Clayton-Bulwer et celle de la proposition faite à d'autres nations à se joindre pour garantir cette neutralité.

### 6 mars 1900
- Allemagne
  - économie : mort à Cannstatt, quartier de Stuttgart, de Gottlieb Daimler, ingénieur allemand, né à Schorndorf, le 17 mars 1834. Après avoir déposé le brevet d'un premier moteur à explosion, il fonda la firme Daimler, la plus ancienne fabrique automobile du monde, créée à Mannheim, en 1883.
  - Musique : mort à Berlin de Carl Bechstein, constructeur de pianos allemand, né à Gotha, le 1er juin 1826, fondateur d'une manufacture qui a produit quelques-uns des meilleurs instruments de l'époque romantique.
- États-Unis, politique : ouverture de la convention nationale du parti social-démocrate à Indianapolis. Eugene Victor Debs est investi comme candidat à l'élection présidentielle.

### 7 mars 1900
• Canada, hockey sur glace: le club Shamrock de Montréal remporte la série pour la coupe Stanley en défaisant les Crescents de Halifax deux parties à zéro. Lors de la rencontre finale, disputée le 7 mars, les Shamrocks enlèvent une victoire facile de 11-0 (victoire cumulée 21-2).

### 8 mars 1900
- Allemagne, société : des associations de femmes allemandes adressent des pétitions au Reichstag afin d'obtenir le droit d'accéder à l'enseignement universitaire. Le Reichstag se déclare incompétent.
- France, théâtre : à Paris, une explosion produite par l'éclatement des chaudières déclenche un incendie à la Comédie-Française, provoquant la mort de l'actrice Jane Henriot.

### 10 mars 1900
- Danemark, musique : mort à Copenhague de Johan Peter Hartmann, compositeur danois, né à Copenhague le 14 mai 1805. Chef de file de l'école romantique danoise, il laisse des opéras, des ballets, des symphonies et des œuvres chorales.

### 11 mars 1900
- France, rugby à XV : la huitième finale du Championnat de Paris est enfin favorable à l'équipe du Racing club de France, vainqueur du Stade français, par 8 points à 0.

### 13 mars 1900
- Afrique du Sud, politique : les troupes britanniques s'emparent de Bloemfontein.
- France, danse : Madame Duncan et sa fille Isadora Duncan arrivent à Paris.

### 14 mars 1900
- Pays-Bas, botanique : les lois de l'hybridation, découvertes par Gregor Mendel en 1865, à partir d'expériences sur les pois, sont vérifiées par le botaniste néerlandais Hugo de Vries.
- États-Unis, économie : adoption du Currency Act ou Gold Standard Act. La valeur du dollar est fixée à 25,8 onces d'or fin. Une réserve d'or de 150 millions de dollars est établie.

### 15 mars 1900
• Paris, théâtre: Création de l'Aiglon d'Edmond Rostand au Théâtre Sarah Bernhardt.

### 16 mars 1900
- Seconde guerre des Boers : Lord Strathcona's Horse part pour l'Afrique du Sud.

### 17 mars 1900
• Paris, musique: les Trois Chansons de Bilitis sont créées salle Pleyel par la soprano Blanche Marot et Claude Debussy au piano sur des textes de Pierre Louÿs.

### 18 mars 1900
- France
  - cross-country : à Ville-d'Avray, dans la banlieue parisienne, le Championnat de France professionnels de cross-country est gagné par Neveu, les 16,800 km en 1 heure 4 min. Par équipes, succès de l'Union sportive de Paris.
  - football: Création à Amsterdam du Football Club Ajax.
  - littérature : après avoir fait plusieurs retraites et s'être converti au catholicisme, Joris-Karl Huysmans commence son noviciat d'oblat chez les bénédictins à l'abbaye de Ligugé (Vienne), où il écrira sa biographie de Sainte Lydwine de Schiedam.

### 19 mars 1900
- Allemagne, politique : le Reichstag tente de limiter la liberté d'expression. Nombreuses protestations dans le pays.
- Grande-Bretagne, archéologie : l'archéologue britannique Arthur John Evans, et son équipe, commencent l'exhumation des ruines du palais et de la ville de Cnossos, centre de la civilisation crétoise et, notamment, de la dynastie minoenne.

### 20 mars 1900
- Afrique du Sud, Grande-Bretagne et Pays-Bas : la reine Wilhelmine des Pays-Bas demande à l'Allemagne d'intervenir pour mettre fin à la seconde guerre des Boers.

### 24 mars 1900
- États-Unis, économie : la nouvelle Carnegie Steel Company (en) de New Jersey est transformée en société commerciale avec un capital de 160 millions de dollars et se retrouve en contradiction avec la loi antitrust Sherman.

### 26 mars 1900
- France, théâtre : à la suite de l'incendie du Théâtre-Français, la Comédie-Française s'installe à l'Opéra, à Paris.

### 27 mars 1900
- Allemagne, politique : le secrétaire aux Affaires étrangères, Bernhard von Bülow, présente, devant le Reichstag, le programme de renforcement de la puissance navale de l'Allemagne.

### 28 mars 1900
- Afrique du Sud, politique : mort à Pretoria de Petrus Jacobus, dit Piet Joubert, général boer, né à Oudtshoorn (colonie du Cap). D'origine française, il fut commandant en chef des Boers contre les forces britanniques, qu'il battit à Majuba, en février 1880. Lors de la seconde guerre contre l'Angleterre, commandant en chef des forces boers du Transvaal et d'Orange, il envahit la colonie du Cap, et battit les Britanniques à Mafeking et Ladysmith notamment, avant de quitter l'armée. Louis Botha lui succède.

- France
  - café-concert : immortalisé par Yvette Guilbert, avec ses chansons sensuelles, et par les affiches de Toulouse-Lautrec, Le Divan japonais, situé rue des Martyrs, à Paris, présente son dernier spectacle avant sa fermeture : la Revue sensuelle, de Gaston Habrekorn et Emile Herbel, met en vedettes, Mary Hett, Thérèse d'Orgeval, Sarah Bloch, Blanche Nelsy, Brouilly, Berthier et Saint-Bonnet. Ce caf'conc deviendra, en septembre 1901, le théâtre de la Comédie mondaine.
  - cinéma, presse : L'Illustration publie une gravure montrant un exemple de trucage cinématographique, l'Homme aux jambes coupées.

### 29 mars 1900
- Belgique, littérature : à la Libre Esthétique de Bruxelles, André Gide fait une conférence intitulée De l'influence en littérature.

### 30 mars 1900
- Afghanistan, Grande-Bretagne et Russie : à la suite de l'occupation, par les troupes russes, de Herat, la Grande-Bretagne envoie des troupes à Kandahar.
- France
  - Médecine : inauguration à Tananarive d'un Institut Pasteur, chargé d'étudier les pathologies locales, de mettre au point de nouvelles techniques médicales et de diffuser des vaccins.
  - société : Loi du 30 mars 1900 limitant à 11 heures le travail des mineurs de moins de dix-huit ans et des femmes. La mesure est étendue aux hommes travaillant dans les mêmes locaux que les femmes.
  - Crète: Arthur John Evans découvre une grande quantité de tablettes en argile sur le site de Cnossos.

### 31 mars 1900
- Autriche-Hongrie, musique : à Budapest, dans la salle de l'Académie de musique, Béla Bartok joue pour la première fois en public, en exécutant un arrangement du premier mouvement du Concerto pour piano en ut mineur, de Beethoven, avec, pour accompagnateur au second piano, son professeur István Thomán.
- Côte de l'Or, politique : les Achantis entrent en guerre contre les Britanniques.
- Empire ottoman, Russie : signature d'un accord russo-turc. L'Empire ottoman accorde à la Russie une vaste zone d'influence dans les vilayets de la mer Noire, les Turcs s'engageant dans cette région à construire des voies ferrées ou à confier ces dernières à des Russes.
- Italie, littérature et poésie : publication, en Italie, d'il Fuoco (le Feu) de Gabriele D'Annunzio.
- États-Unis, danse : la danseuse américaine Ruth Saint-Denis rencontre David Belasco, producteur et réalisateur de pièces, et se joint à sa troupe qui part en tournée à Londres.
- Afrique du Sud: victoire des Boers à Sanna's Post.

## Naissances
- 2 mars : Kurt Weill, compositeur allemand († 3 avril 1950).
- 4 mars: Herbert J. Biberman, réalisateur et scénariste américain († 30 juin 1971).
- 7 mars: Leslie Hutchinson, chanteur et musicien britannique († 18 août 1969).
- 10 mars : Violet Brown, supercentenaire jamaïcaine († 15 septembre 2017).
- 13 mars :
  - Eugen Fried, responsable austro-hongrois de la IIIème Internationale († 17 août 1943).
  - Salote Tupou III, reine de Tonga auteur de chansons et de poèmes († 16 décembre 1965).
  - Georges Séféris, poète grec († 20 septembre 1971).
- 15 mars : 
  - Mário Eloy, peintre portugais († 6 septembre 1951).
  - Gilberto Freyre, sociologue, anthropologue et écrivain brésilien († 18 juillet 1987).
- 19 mars : Frédéric Joliot-Curie, physicien français († 14 août 1958).
- 23 mars: Erich Fromm, sociologue et psychanalyste américain d'origine allemande († 18 mars 1980).
- 24 mars: Ivan Kozlowsky, ténor soviétique († 21 décembre 1993).
- 31 mars: Lorinc Szabo, poète et traducteur hongrois († 3 octobre 1957).

## Décès
- 1er mars : Frederick Carter, premier ministre de Terre-Neuve (° 12 février 1819).
- 6 mars :
  - Carl Bechstein, facteur de pianos allemand (° 1 juin 1826)
  - Gottlieb Daimler, constructeur automobile allemand (° 17 mars 1834).
- 8 mars : Jane Henriot, comédienne française (° 28 avril 1878).
- 18 mars : George Burritt Sennett, ornithologue américain (° 28 juillet 1840).